# أنجيلكا لاريوس
أنجيلكا لاريوس (بالإسبانية: Angélica Larios)‏ هي مبارزة بالسيف مكسيكية، ولدت في 13 مارس 1981 في مدينة مكسيكو في المكسيك.

## وصلات خارجية
- أنجيلكا لاريوس على موقع الاتحاد الدولي للمبارزة (الإنجليزية)
- أنجيلكا لاريوس على موقع أوليمبيديا (الإنجليزية)